# 邹世昌
邹世昌（1931年7月27日—）是一位中国材料科学家。

## 生平
原籍江苏太仓，生于上海。1952年毕业于唐山交通大学冶金工程系。1958年获苏联莫斯科有色金属学院副博士学位。中国科学院上海冶金研究所研究员。1991年当选为中国科学院院士（学部委员）。曾参与汉芯的鉴定工作，汉芯后被曝光为造假。